# Municipio de Tuxtla Gutiérrez
El municipio de Tuxtla Gutiérrez es un municipio del estado mexicano de Chiapas. La cabecera municipal es la ciudad de Tuxtla Gutiérrez, es también la capital de Chiapas ya que en ella residen los poderes del estado, además de ser la ciudad más importante y más poblada de dicho territorio.
Fue fundada por los indios zoques con el nombre de Coyatoc “lugar, casa o tierra de conejos”. El nombre actual se deriva del náhuatl; los aztecas le nombraron Tochtlán, que significa lo mismo; más tarde los españoles castellanizaron este nombre llamándolo Tuxtla.
Este municipio tiene una extensión territorial de 412.40 km². Limita al norte con San Fernando y Osumacinta, al este con Chiapa de Corzo, al sur con Suchiapa y al oeste con Ocozocoautla y Berriozábal. El clima predominante es cálido subhúmedo con lluvias en verano, la vegetación es de selva baja. Los ríos más caudalosos son el Grande de Chiapa (Grijalva), el Suchiapa, y el Sabinal; este último presenta en la actualidad un elevado deterioro.
Dentro de los límites de este municipio se encuentran el Centro Ecológico Recreativo El Zapotal y La Reserva Estatal Cerro Mactumactzá. Además, abarca parte de la Zona Protectora Forestal Vedada Villa Allende y del parque nacional Cañón del Sumidero.

## Marco Jurídico
En México, el municipio es una de las dos formas de división territorial de segundo nivel. En el Estado de Chiapas, así como en cada uno de los 31 estados de México, la división de los territorios se realiza a través de la figura del municipios, mientras que el Distrito Federal en delegaciones. Cada Estado cuenta con su legislación, en el caso particular de Chiapas la figura jurídica del Municipio Libre aparece dentro del Artículo 2° de la Constitución Política del Estado Libre y Soberano de Chiapas siglo XXI, el cual menciona que:
El Territorio del Estado de Chiapas es el que posee desde que forma parte de la República Mexicana. Para su organización política y administrativa se dividirá en Municipios Libres, de acuerdo con las bases contenidas en el artículo 115, de la Constitución Política de los Estados Unidos Mexicanos y la Ley Orgánica respectiva [...] (Consultar la Constitución Política de Chiapas)
Por lo tanto, el Estado de Chiapas se divide en Municipios Libres y se rigen de acuerdo al Artículo 2 y 53 de la Ley Orgánica Municipal del Estado de Chiapas la cual menciona:
ARTÍCULO 2.- El Municipio Libre es la base de la división territorial y de la organización política y administrativa del Estado de Chiapas. Los Municipios constituyen entidades con personalidad jurídica y patrimonio propio, y, por consiguiente, son sujetos de derecho y obligaciones, autónomos en su régimen interior y con libre administración de su hacienda.
ARTÍCULO 53.- En las zonas urbanas distintas a la cabecera municipal, que tengan más de seis mil quinientos habitantes, así como en las Ciudades Rurales Sustentables establecidas en localidad distinta a la cabecera municipal, se podrán establecer Delegaciones Municipales. La declaratoria la hará el Congreso del Estado, a través del Decreto correspondiente, a propuesta de los Ayuntamientos. (Consultar la Ley Orgánica Municipal del Estado de Chiapas)

## Medio Geográfico

Mapa Geográfico del Municipio

Los extremos del municipio se ubican en las coordenadas 16°38′ y 16°51′ de latitud norte; y en las coordenadas 93°2′ y 94°15′ de longitud oeste. Se ubica a una altitud de 522 metros sobre el nivel del mar. Con una superficie territorial de 334.61 km² ocupa el 0.45% del territorio estatal.
El municipio Tuxtla Gutiérrez colinda con los siguientes municipios:
- Al norte con San Fernando, Osumacinta y Chiapa de Corzo.
- Al este con Chiapa de Corzo.
- Al sur con Suchiapa y Ocozocoautla de Espinosa.
- Al oeste con Berriozábal y Ocozocoautla de Espinosa.

El río Grijalva (también llamado río Grande) es el límite natural con Chiapa de Corzo y el río Suchiapa es el límite natural con el municipio homónimo.
Los climas existentes en el municipio son: Cálido subhúmedo con lluvias de verano, humedad media (0.03%), Cálido subhúmedo con lluvias de verano, menos húmedo (99.97%) y Semicálido subhúmedo con lluvias de verano, humedad media (0%).
En los meses de mayo a octubre, las temperaturas mínimas promedio se distribuyen porcentualmente de la siguiente manera: de 15 a 18 °C (7.22%), de 18 a 21 °C (92.46%) y de 21 a 22.5 °C (0.33%). En tanto que las máximas promedio en este periodo son: De 27 a 30 °C (9.16%), de 30 a 33 °C (80.7%) y de 33 a 34.5 °C (10.14%).
Durante los meses de noviembre a abril, las temperaturas mínimas promedio se distribuyen porcentualmente de la siguiente manera: de 12 a 15 °C (98.28%) y de 15 a 18 °C (1.72%). Mientras que las máximas promedio en este mismo periodo son: De 24 a 27 °C (6.97%), de 27 a 30 °C (47.24%) y de 30 a 33 °C (45.79%).
En los meses de mayo a octubre, la precipitación media es: de 900 a 1000 mm (91.41%), y de 1000 a 1200 mm (8.59%). En los meses de noviembre a abril, la precipitación media es: de 25 a 50 mm (67.65%), de 50 a 75 mm (16.93%), de 75 a 100 mm (7.6%), de 100 a 125 mm (2.36%), de 125 a 150 mm (2.91%) y de 150 a 200 mm (2.55%).
El municipio cuenta con 8,181.95 has. de áreas naturales protegidas, que representan el 24.05% de su superficie, que a su vez representa el 0.1% del total de la superficie protegida en el estado.
En el municipio se encuentran áreas naturales protegidas que son: La Reserva Estatal 'Cerro Mactumatza' constituida principalmente de vegetación secundaria (selva baja caducifolia y subcaducifolia con vegetación secundaria arbustiva y herbácea), 613.20 has. de esta reserva se ubican en el municipio que representan el 1.80% de la superficie municipal y el Centro Ecológico Recreativo 'El Zapotal' que está constituido principalmente de vegetación secundaria (selva baja caducifolia y subcaducifolia con vegetación secundaria arbustiva y herbácea), 80.5 has. de este centro se encuentran en el municipio representando el 0.24% de la superficie municipal; además abarca porciones de El parque nacional 'Cañón del Sumidero' el cual se constituye principalmente de selvas secas (selva baja caducifolia y subcaducifolia), 6,795.02 has. de esta parque se ubican en el municipio representando el 19.97% del territorio municipal y de la Zona Protectora Forestal Vedada 'Villa Allende' la cual se constituye principalmente de selvas secas (selva baja caducifolia y subcaducifolia), 479.37 has. de esta zona se ubican en el municipio representando el 1.41% de la superficie municipal. También en el municipio se encuentra un área destinada voluntariamente a la conservación llamada 'Montecielo' la cual representa el 0.63% del territorio del municipio con 213.26 has.

## Geografía y Medio Ambiente

### Fisiografía
El municipio de Tuxtla Gutiérrez está ubicado en el Valle Central de Chiapas, localizado casi en su extremo noroeste, y zonas de relieve montañoso tanto al sur como al norte del municipio. El valle comienza en la frontera con el municipio conurbado de Berriozábal y avanza hasta las riberas del río Grande.

#### Principales elevaciones

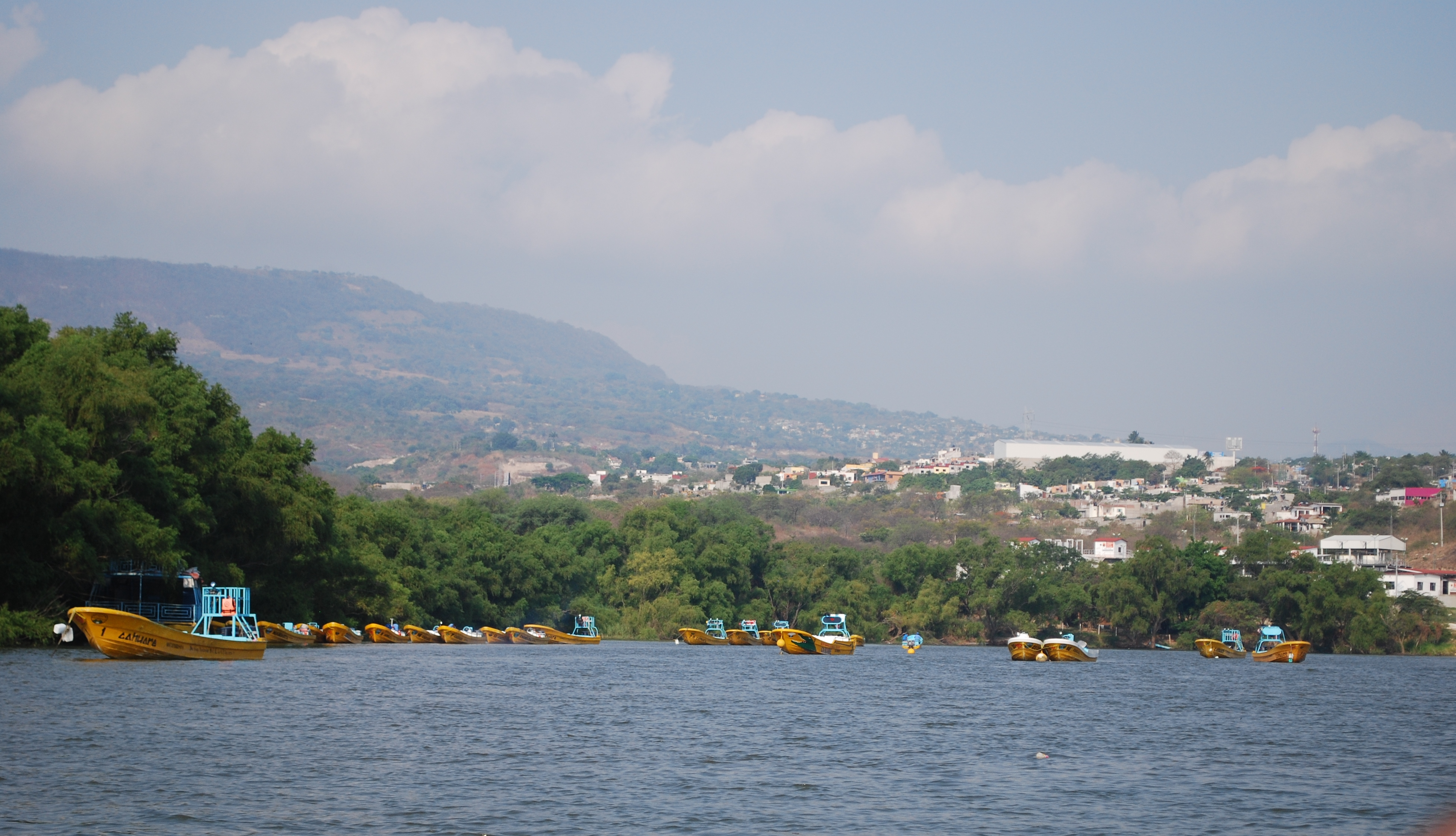
Río Grijalva en la Zona Metropolitana de Tuxtla Gutiérrez, separa al Municipio de Chiapa de Corzo con Tuxtla Gutiérrez.

- Cerro Mactumatzá: 16°43′N 93°09′O / 16.717, -93.150 y 1.160 m s. n. m.
- Cerro Tampongozoc: 16°48′N 93°12′O / 16.800, -93.200 y 1.040 m s. n. m.
- Loma Verde: 16°48′N 93°09′O / 16.800, -93.150 y 1.000 m s. n. m.
- Loma Zanate: 16°42′N 93°08′O / 16.700, -93.133 y 920 m s. n. m.
- Cerro Hueco: 16°43′N 93°05′O / 16.717, -93.083 y 900 m s. n. m.
- Loma El Tambor: 16°47′N 93°10′O / 16.783, -93.167 y 900 m s. n. m.
- Loma El Tarai: 16°47′N 93°08′O / 16.783, -93.133 y 840 m s. n. m.
- Mesa Nido de Águilas: 16°46′N 93°08′O / 16.767, -93.133 y 720 m s. n. m.

### Hidrografía
Los flujos de agua dentro del municipio son los ríos Grijalva, El Sabinal, Suchiapa, Yatipak, Terán, San Agustín, Guadalupe. El río más importante del municipio es El Sabinal que nace en el municipio de Berriozabal, fluye por el valle central de Tuxtla, atraviesa la ciudad y desemboca en el río Grijalva. El plano oficial de Tuxtla Gutiérrez, de 1892, mostraba que El Sabinal era alimentado por 7 arroyos, pero debido al crecimiento de la ciudad hoy están embovedados o desaparecidos. Arroyos que lo alimentaron han sido los de la Chacona y El Poti, al norte de la ciudad; y al sur el San Roque, todos estos actualmente desaparecidos. El río El Sabinal era el límite natural de la pequeña ciudad de Tuxtla, pero en los años 1960, proliferaron las áreas urbanas a ambos lados del río que desde entonces ha recibido vertidos masivos de drenaje, por lo que ahora es parte de esa red. El río Sabinal (no confundir con El Sabinal) fluye al suroeste del municipio, lejos de la ciudad y su caudal se une con el río Suchiapa. Actualmente la ciudad se abastece de agua de dos ríos que son el Santo Domingo y a partir de septiembre de 2007 se abastece del río Grijalva.

### Geología
La superficie municipal se compone de suelos terciarios: Caliza (14,92%), "limonita-arenisca" (6,37%) y "lutita-arenisca" (2,31%). También de suelos cretácicos: Caliza (9,77%) y "caliza-lutita" (26,90%). Otras composiciones variadas de suelo conforman el 39,73% restante de la superficie municipal.

### Vegetación
El ecosistema en el municipio es selva seca. La vegetación del municipio es de selva alta o mediana subcaducifolia y selva baja caducifolia. Debido al crecimiento demográfico del último cuarto del siglo XX han desaparecido muchas especies nativas y otras ya son escasas. La gradual expansión de la ciudad ha arrebatado mucho terreno a las áreas verdes del municipio. Sin embargo, existen áreas protegidas contra la deforestación como el parque nacional Cañón del Sumidero (217,9 km²), la Reserva Estatal del Cerro Mactumatzá (6,14 km²), el Centro Ecológico Recreativo El Zapotal (1,92 km²) y un área que es parte de la Villa Allende (zona protectora forestal vedada).

### Flora

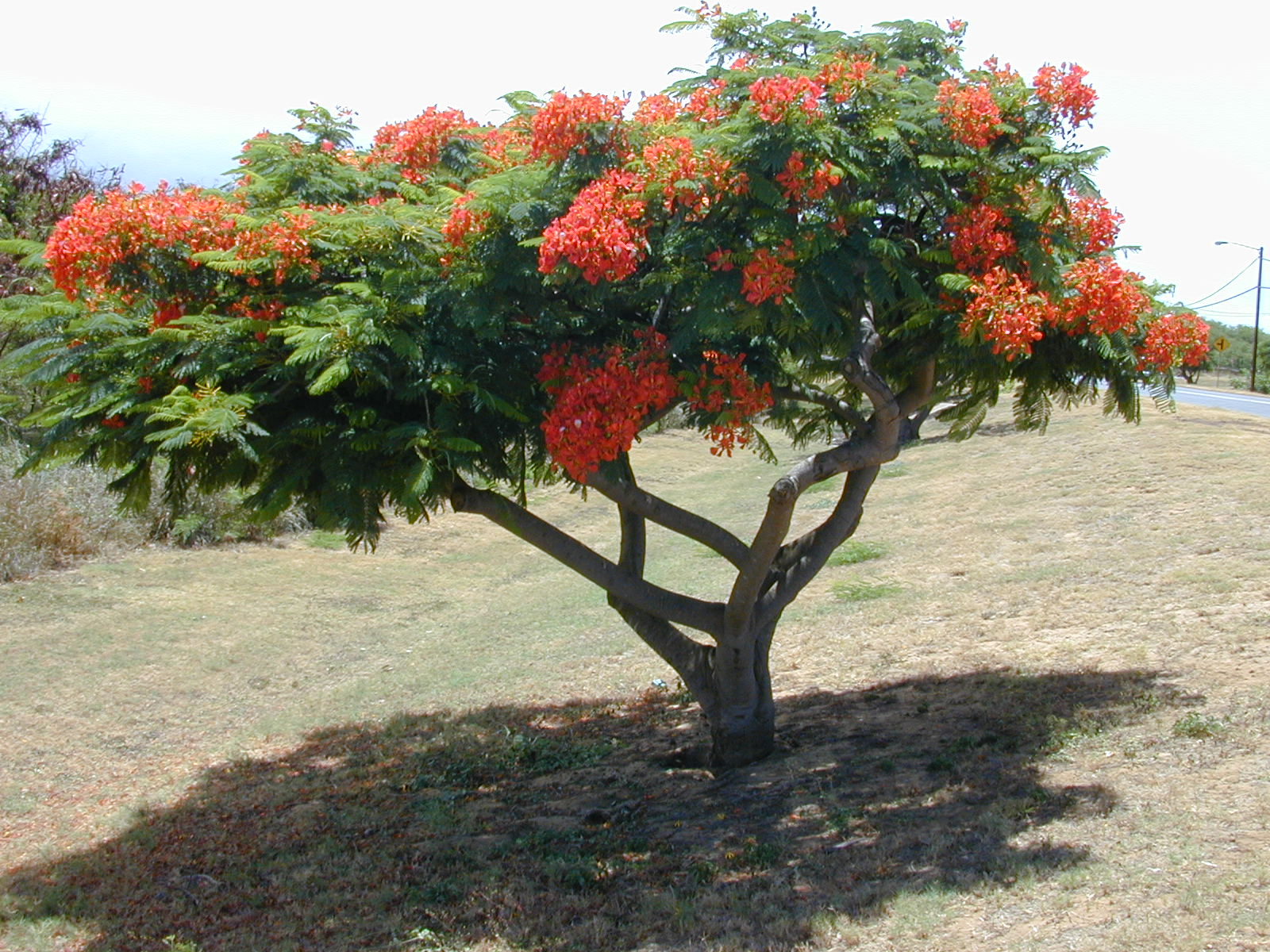
Flamboyant, icono y muy común en la ciudad

Algunas especies nativas son: sospó (Pseudobombax ellipticum) (casi desaparecida), lanta o sospó silvestre (Pseudobombax ellipticum), mojú (Brosimum alicastrum), chucamay (Styrax argenteus), chincuya (Annona purpurea), tres especies de zapote, huisache (Vachellia farnesiana), matilisguate (Tabebuia rosea), puyú (Antigonon leptopus), petsjoyó (Galphimia glauca), flor de candelaria (Laelia superbiens), jocote (Spondias purpurea), masú (Cordia dentata), nambimbo (Ehretia tinifolia), nanche (Byrsonima crassifolia), pomposhuti (Cochlospermum vitifolium), punupunú (Euphorbia leucocephala), puyuí (Ipomoea triloba), tziqueté (Jacquinia aurantiaca), cuchunuc (Gliricidia sepium), cupapé (Cordia dodecandra), patzipocá (Cassia skinneri) y chipilín (Crotalaria longirostrata).

### Fauna nativa
Debido al crecimiento demográfico, se han deforestado muchas áreas verdes y varias especies nativas del municipio han desaparecido o escasean. Tuxtla es atravesado por una ruta de emigración de aves peregrinas noroeste a sureste. Algunas especies nativas son: Urraca, zanate, tortolita, paloma bravía, pijui, mochuelo, buitre negro americano, tlacuache, armadillo, zorro gris, varias especies de serpiente, conejo cola de algodón, ardilla, muchas especies de ratones silvestres, de murciélagos, dos especies de iguana y el vampiro.

### Clima
Los climas existentes en el municipio son: A(w0), cálido subhúmedo con lluvias en el verano, de menor humedad, que abarca el 99,71% de la superficie municipal; y A(w1), cálido subhúmedo con lluvias en el verano, de mediana humedad, que abarca el 0,29% de la superficie municipal. La temperatura media anual es de 25,4 °C. La temporada cálida dura desde mediados de febrero hasta septiembre. El período más caluroso del año es desde abril hasta la segunda semana de mayo ya que en esa temporada oscila una temperatura de 40 °C. La temporada fresca dura desde mediados de noviembre hasta inicios de febrero. El período más frío del año es el mes de diciembre cuando la temperatura puede llegar a descender a 10 °C o menos. La precipitación pluvial oscila según las áreas municipales y es en promedio 900 mm anuales. La temporada normal de lluvias abarca desde mayo hasta la segunda semana de octubre. Normalmente, los meses más lluviosos son junio y septiembre. Durante septiembre y octubre siempre hay lluvias copiosas que duran más de 24 horas debido a la temporada de huracanes, que rozan el municipio, pero no lo afectan notablemente.
| Parámetros climáticos promedio de Tuxtla Gutiérrez | Parámetros climáticos promedio de Tuxtla Gutiérrez | Parámetros climáticos promedio de Tuxtla Gutiérrez | Parámetros climáticos promedio de Tuxtla Gutiérrez | Parámetros climáticos promedio de Tuxtla Gutiérrez | Parámetros climáticos promedio de Tuxtla Gutiérrez | Parámetros climáticos promedio de Tuxtla Gutiérrez | Parámetros climáticos promedio de Tuxtla Gutiérrez | Parámetros climáticos promedio de Tuxtla Gutiérrez | Parámetros climáticos promedio de Tuxtla Gutiérrez | Parámetros climáticos promedio de Tuxtla Gutiérrez | Parámetros climáticos promedio de Tuxtla Gutiérrez | Parámetros climáticos promedio de Tuxtla Gutiérrez | Parámetros climáticos promedio de Tuxtla Gutiérrez |
| Mes                                                | Ene.                                               | Feb.                                               | Mar.                                               | Abr.                                               | May.                                               | Jun.                                               | Jul.                                               | Ago.                                               | Sep.                                               | Oct.                                               | Nov.                                               | Dic.                                               | Anual                                              |
| -------------------------------------------------- | -------------------------------------------------- | -------------------------------------------------- | -------------------------------------------------- | -------------------------------------------------- | -------------------------------------------------- | -------------------------------------------------- | -------------------------------------------------- | -------------------------------------------------- | -------------------------------------------------- | -------------------------------------------------- | -------------------------------------------------- | -------------------------------------------------- | -------------------------------------------------- |
| Temp. máx. abs. (°C)                               | 37                                                 | 40                                                 | 42                                                 | 44                                                 | 42                                                 | 41                                                 | 37                                                 | 36                                                 | 39                                                 | 37                                                 | 38                                                 | 37                                                 | 39                                                 |
| Temp. máx. media (°C)                              | 17                                                 | 26                                                 | 34                                                 | 37                                                 | 40                                                 | 35                                                 | 33                                                 | 30                                                 | 30                                                 | 29                                                 | 27                                                 | 24                                                 | 30                                                 |
| Temp. mín. media (°C)                              | 9                                                  | 12                                                 | 19                                                 | 23                                                 | 28                                                 | 24                                                 | 21                                                 | 20                                                 | 20                                                 | 18                                                 | 15                                                 | 11                                                 | 18                                                 |
| Temp. mín. abs. (°C)                               | 5                                                  | 8                                                  | 10                                                 | 11                                                 | 15                                                 | 17                                                 | 14                                                 | 17                                                 | 10                                                 | 13                                                 | 10                                                 | 7                                                  | 11                                                 |
| Precipitación total (mm)                           | 0.8                                                | 2.7                                                | 3.5                                                | 13                                                 | 80                                                 | 208                                                | 161                                                | 191                                                | 193                                                | 45                                                 | 17                                                 | 3.2                                                | 921                                                |
| Fuente: 19 de septiembre de 2008                   |                                                    |                                                    |                                                    |                                                    |                                                    |                                                    |                                                    |                                                    |                                                    |                                                    |                                                    |                                                    |                                                    |

- Temperatura máxima: 44 °C (1988)
- Temperatura mínima: 5 °C (2010)

El clima varía dentro del municipio; en la serranía sur (donde se encuentran la mayoría de las localidades menores, como El Jobo, Copoya y Emiliano Zapata, el Centro Ecológico Recreativo El Zapotal y La Reserva Estatal del Cerro Mactumatzá), el clima es fresco y agradable todo el año debido a su abundante vegetación, su mayor altitud y su mayor humedad ambiental.

### Contaminación
La contaminación del aire ha sido uno de los retos ambientales que ha enfrentado Tuxtla Gutiérrez en la última década, todo esto se debe a que el municipio ocupa el Segundo lugar a nivel nacional con mayor número de vehículos, además de contar con problemas ecológicos como los incendios forestales (Se originan entre los meses de enero y agosto) y el crecimiento de la mancha urbana que se da principalmente en las orillas del municipio, conformando así la Zona Metropolitana de Tuxtla. Entre las medidas más importantes que se han empleado son las del monitoreo mediante un sistema de medición de la calidad del aire (IMECA) y la regulación de quemas forestales e invasión de áreas protegidas. El índice más alto de contaminación que ha tenido la ciudad es de 115 IMECAS, mientras que en la Ciudad de México se ha reportado hasta 185 IMECAS.

## Demografía
En el año 2005, la población municipal representó el 11.72% de la población de Chiapas. Esa misma población municipal se distribuyó en un 47,90% (240.871 hab.) de hombres y un 52,10% (262.449 hab.) de mujeres. El 33,26% de la población municipal oscilaba entre los 30 y 59 años. El 29,83% de oscilaba entre los 15 a 29 años. El 28,19% de la población era menor de 15 años. El 8,72% tiene 60 años o más. El área metropolitana de la ciudad ascendía a una población de 576 872 habitantes, según el registro local en 2008.
En los años 1970, debido a la creación de la central hidroeléctrica Manuel Moreno Torres, la población de la ciudad aumentó repentinamente, porque muchos trabajadores foráneos se establecieron allí permanentemente. En el año 2005, el 1,6% de la población municipal mayor de 5 años, eran inmigrantes de otros estados mexicanos; la mayoría provenían de estado de México, México, D. F., Oaxaca y Veracruz.
La población del municipio de Tuxtla Gutiérrez alcanzó 433 544 habitantes en el año 2000, concentrándose casi en su totalidad en la ciudad de Tuxtla Gutiérrez, que en la actualidad abarca un área urbana de 6300 hectáreas, aproximadamente. 
La zona metropolitana de Tuxtla Gutiérrez está conformada por cinco municipios: Berriozábal, Chiapa de Corzo, San Fernando, Suchiapa y Tuxtla Gutiérrez. La población de esta Zona Metropolitana en el año 2015 era de 814 436 habitantes; mientras que, para el año 2020, se estima de alrededor de 848 274.

### Educación
Según datos del INEGI del año 2000, el 29,03% de la población mayor de 15 años solo logró sus estudios primarios completos o incompletos. Asimismo, según datos estadísticos oficiales de la Secretaría de Educación en el ciclo escolar 2008-2009, existen 749 escuelas en la ciudad, de los cuales 537 son del nivel básico (jardines de niños, primarias y secundarias), 166 del nivel medio superior y 46 del tipo superior, con una matrícula total de 224.663 alumnos.
| Año                                  | 1950 | 1960 | 1970 | 1980 | 1990 | 1995 | 2000 |
| ------------------------------------ | ---- | ---- | ---- | ---- | ---- | ---- | ---- |
| Población municipal mayor de 14 años | 36,2 | 27,2 | 20,5 | 21,5 | 10,7 | 8,8  | 7,7  |

### Etnografía
La mayoría de la población se identifica como mestizos y criollos. En el año 2000, la población amerindia era 2,64% de la población municipal, de quienes el 1,47% hablaban únicamente su lengua étnica. Las etnias amerindias más numerosas son la tsotsil y la tseltal, en menor número la zapoteca, la chol y la zoque. La etnia amerindia nativa del municipio es la zoque. Las demás etnias son inmigrantes de otros municipios chiapanecos y otros estados mexicanos. El municipio tiene el índice de marginación amerindia más bajo del estado.

### Localidades
En el censo de 2020 el municipio de Tuxtla Gutiérrez contaba con 126 localidades.
| Código INEGI      | Localidad         | Población (2020) |
| ----------------- | ----------------- | ---------------- |
| 071010001         | Tuxtla Gutiérrez  | 578 830          |
| 071010037         | Copoya            | 9 868            |
| 071010045         | El Jobo           | 5 798            |
| 071010271         | La Fortuna        | 1 289            |
| 071010086         | Emiliano Zapata   | 1 151            |
| 071010401         | Flor de Mayo      | 1 139            |
| Otras localidades | Otras localidades | 6 072            |
| Total municipal   | Total municipal   | 604 147          |

El municipio cuenta con 115 Localidades, de ellas, 35 localidades cuentan con un grado de marginación importante, solo la Ciudad de Tuxtla Gutiérrez cuenta con un grado de marginación muy Bajo.
Las localidades urbanas son:
- La ciudad de Tuxtla Gutiérrez: 16°45′11″N 93°06′56″O / 16.75306, -93.11556, y en promedio, 654 m s. n. m., su mancha urbana abarca más de 74 kilómetros cuadrados. Está una distancia de 900 km a la Ciudad de México, recorriendo la red de autopistas nacionales; pero en cambio, recorriendo la red de carreteras libres federales, la distancia a la misma Ciudad de México sería hasta 1080 km. La ciudad de Tuxtla Gutiérrez capital de Chiapas. Los ejidos de Terán y Plan de Ayala están conurbadas a la ciudad de Tuxtla Gutiérrez y forman parte de este municipio.
- Copoya: 16°42′50″N 93°07′10″O / 16.71389, -93.11944, 860 m s. n. m., a 4 km de distancia de la ciudad de Tuxtla Gutiérrez.
- El Jobo: 16°42′11″N 93°06′24″O / 16.70306, -93.10667, 880 m s. n. m., a 5 km de distancia de la ciudad de Tuxtla Guíérrez.

Las localidades rurales son: Emiliano Zapata, La Libertad, Tierra Colorada, Lacandón, San Juan, Julio César Ruiz Ferro Segunda sección, San Vicente El Alto y el resto son predios rurales.

### Carreteras
Según datos de la Secretaría de Comunicaciones y Transportes (SCT), en el año 2000 la Ciudad contaba con una red carretera de 54,25 km integrados principalmente por la red rural de la SCT (28,75 km), la red de la Comisión Estatal de Caminos de Chiapas (13,20 km) y caminos rurales construidos por otras instituciones públicas mexicanas (12,30 km). La red carretera del municipio representa el 1.60% de la región económica I Centro.
En el municipio tuxtleco aún no existen líneas ferroviarias de ningún tipo, de ahí que el costo del flete sea más elevado. Tuxtla está comunicada con el resto del país por medio de una red de carreteras libres federales y también por una red de autopistas que acortan el recorrido a ciudades distantes como la Ciudad de México, cuyo viaje se hace en un promedio de diez horas, ocho horas menos de lo que se recorrería por la red federal. Otras dos carreteras comunican a Tuxtla con Suchiapa y la región de la Fraylesca; y con Chiapa de Corzo, San Cristóbal de las Casas, Comitán y la frontera con Guatemala. Existe una autopista de cuota que inicia en Chiapa de Corzo y comunica con San Cristóbal de las Casas acortando el recorrido a 40 minutos entre esta última y Tuxtla Gutiérrez.
Actualmente existen proyectos adicionales de nuevos corredores en el estado de Chiapas como la autopista de Aeropuerto Internacional Ángel Albino Corzo, con el cual la capital obtiene más vuelos internacionales, está ubicado en los municipios de Chiapa de Corzo y Suchiapa. Este tramo se prolonga desde El Parral hasta Villaflores, también de ahí la autopista Las Limas-El Parral-La Concordia-Rizo de Oro-Frontera Comalapa, la de Villaflores hasta Jaltenango, Montecristo de Guerrero, Siltepec y Motozintla, así como la de Acala-Venustiano Carranza-Pujiltic-Socoltenango-Tzimol-La Trinitaria por lo que conforma el Circuito Chiapas.

## Gobierno

### Ayuntamiento Municipal de Tuxtla Gutiérrez

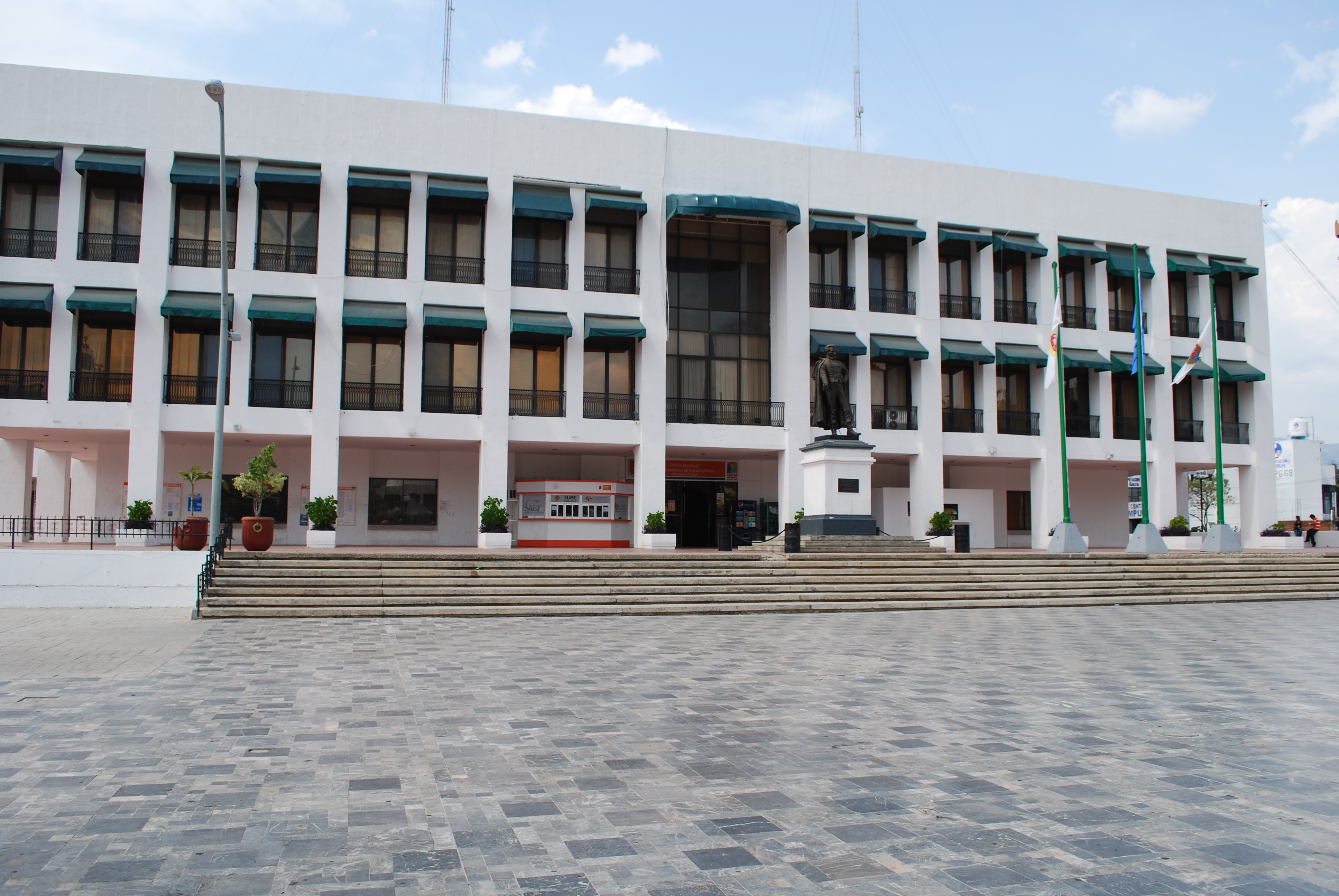
Palacio Municipal de Tuxtla Gutiérrez

El Gobierno Municipal de Tuxtla Gutiérrez se encuentra encabezado por el Ayuntamiento Municipal; el cual, es el órgano colegiado encargado de la rectoría política del Municipio. Este órgano se encuentra conformado por:
- Presidente Municipal: Es el representante Político y Administrativo del Ayuntamiento Municipal, y tiene bajo su encargo directo a la Administración Pública Municipal. Dura 3 años en su encargo y puede ser reelecto para el periodo inmediato posterior.
- Síndico Municipal: Es el representante jurídico del Ayuntamiento Municipal. Tiene como función la vigilancia de la correcta aplicación de los recursos y la defensa de los intereses del Ayuntamiento.
- Regidores: Tienen como función la de representar a los ciudadanos tuxtlecos en las sesiones de Cabildo del Ayuntamiento, pudiendo proponer, deliberar y aprobar políticas que tengan validez dentro del territorio municipal. El Ayuntamiento Tuxtleco está conformado por 9 Regidores; de los cuales, 6 son electos mediante votación directa junto con el presidente municipal y Síndico, al ir integrados en la misma planilla electoral, mientras que 3 son electos mediante el Principio de Representación Proporcional (Plurinominal).

#### Agencias Municipales
Para el despacho de los asuntos que por su ubicación o densidad poblacional requieran un trato inmediato, el Ayuntamiento Municipal puede auxiliarse de las Agencias Municipales, las cuales actúan como un intermediario entre el Ayuntamiento Municipal y la ciudadanía.
En el municipio de Tuxtla Gutiérrez existen 10 Agencias Municipales, las cuales son:
*La Ciudad de Tuxtla Gutiérrez no cuenta con una delegación, agencia o administración del territorio de la ciudad; sin embargo la autoridad de la ciudad está sujeta a la administración política municipal, que es la encargada de los servicios públicos de la cabecera municipal.
En la ciudad el Departamento de Agencias es el encargado de dar la atención primaria a las agencias municipales respecto a problemas, necesidades e iniciativas de estas áreas, coadyuvando a la búsqueda de soluciones a través de atenderlas y canalizarlas hacia las áreas correspondientes del ayuntamiento, manteniendo de esta manera un buen control y orden de cada aspecto social, político, cultural, de proyectos de infraestructura entre otros, en las áreas de atención de este departamento.

##### Asambleas de Barrio
La Asamblea de Barrio es el órgano supremo de representación ciudadana del barrio, colonia, ejido o fraccionamiento, integrado por los habitantes del mismo, que participa en el Comité de Planeación para el Desarrollo Municipal (COPLADEM). La Asamblea de Barrio tiene por objeto auxiliar al Ayuntamiento, en la presentación de propuestas y soluciones de los problemas que se generen en los barrios, colonias, ejidos y fraccionamientos municipalizados.

### Gobierno Estatal

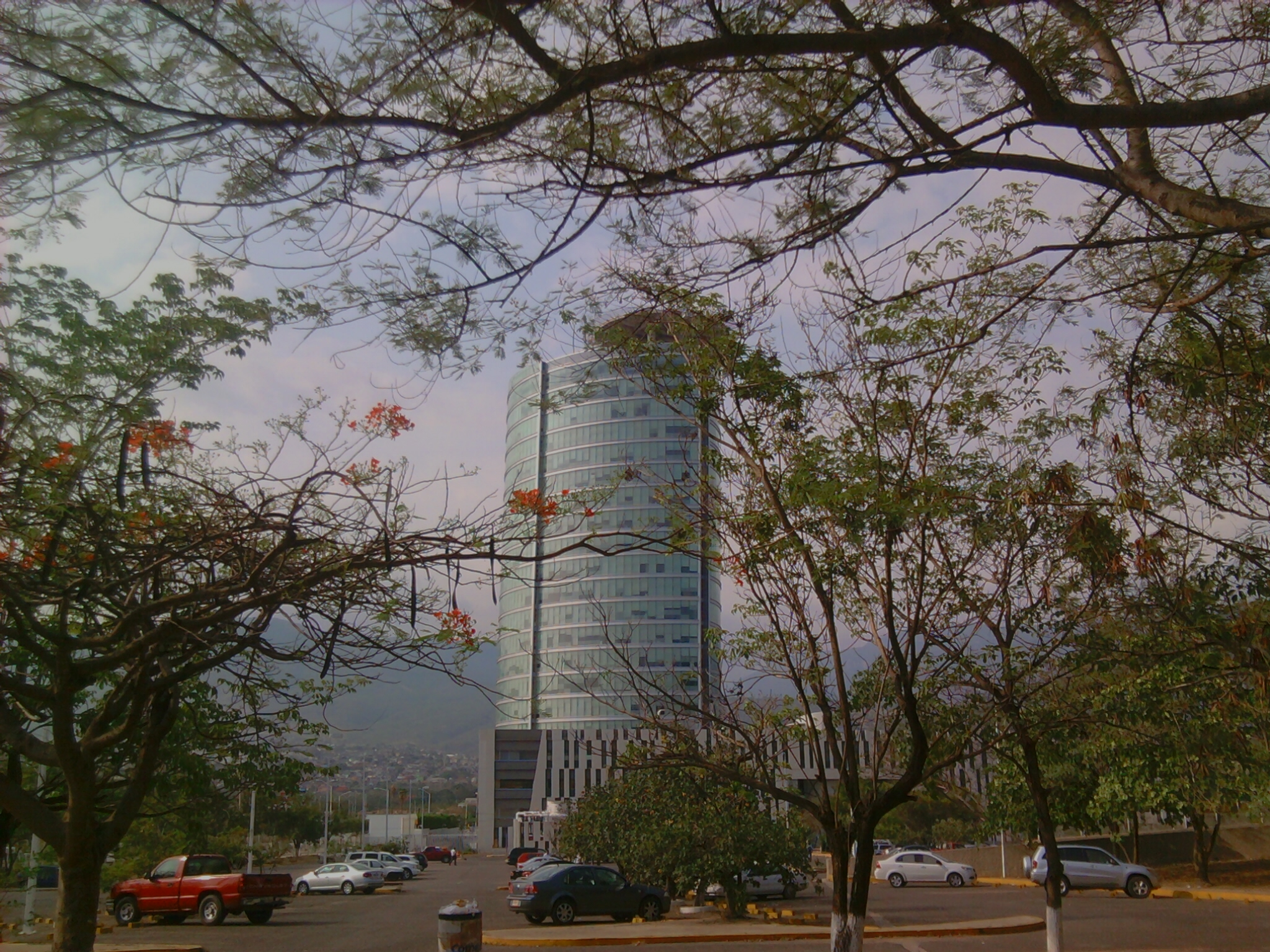
Torre Chiapas en Tuxtla Gutiérrez

Tuxtla Gutiérrez es la sede de los tres poderes autonómicos del estado Chiapas: 
- El Poder Ejecutivo: Depositado para su ejercicio en el Gobernador del estado de Chiapas.

- El Poder Legislativo: Depositado en el Congreso del estado de Chiapas.

- El Poder Judicial: Depositado en el Tribunal Superior de Justicia del estado de Chiapas, el Consejo de la Judicatura y el Tribunal Administrativo.

La sede del Poder Ejecutivo lo es el Palacio de Gobierno, ubicado en el zócalo de la Ciudad, aunque la mayoría de las dependencias del gobierno y algunas del municipio se encuentran en la Torre Chiapas. A escasos metros está el Palacio Legislativo, sede el Congreso del estado de Chiapas. Dentro de la ciudad también se encuentra la residencia oficial del Gobernador del Estado, ubicada en el fraccionamiento San Pedro Mirador.
A partir de la década de 1980 se derribaron los antiguos edificios del centro de la ciudad como son el Palacio de Gobierno, la casa del Pueblo, los Portales, la Biblioteca Central entre otros; después se cambiaron estos edificios por nuevos complejos arquitectónicos como el Palacio de Gobierno actual, el Palacio Municipal y el Palacio Legislativo. Cabe destacar que a diferencia de los anteriores, el Poder Judicial del estado tiene su sede en el Palacio de Justicia al norte oriente de la cabecera.

## Ciudad de Tuxtla Gutiérrez
Tuxtla Gutiérrez (del náhuatl: 'Tōch-tla(n)' [tuː(t)ʃtɬ͡a] ‘lugar de conejos’) es la cabecera del municipio, capital del estado mexicano de Chiapas y la ciudad más urbanizada, importante y más poblada del estado con 578 830 habitantes (2020), además de ser el Centro de la Zona Metropolitana de Tuxtla que ha sido definida como la integración de los municipios de Berriozábal, Chiapa de Corzo, San Fernando, Suchiapa y Tuxtla Gutiérrez.

### Terán

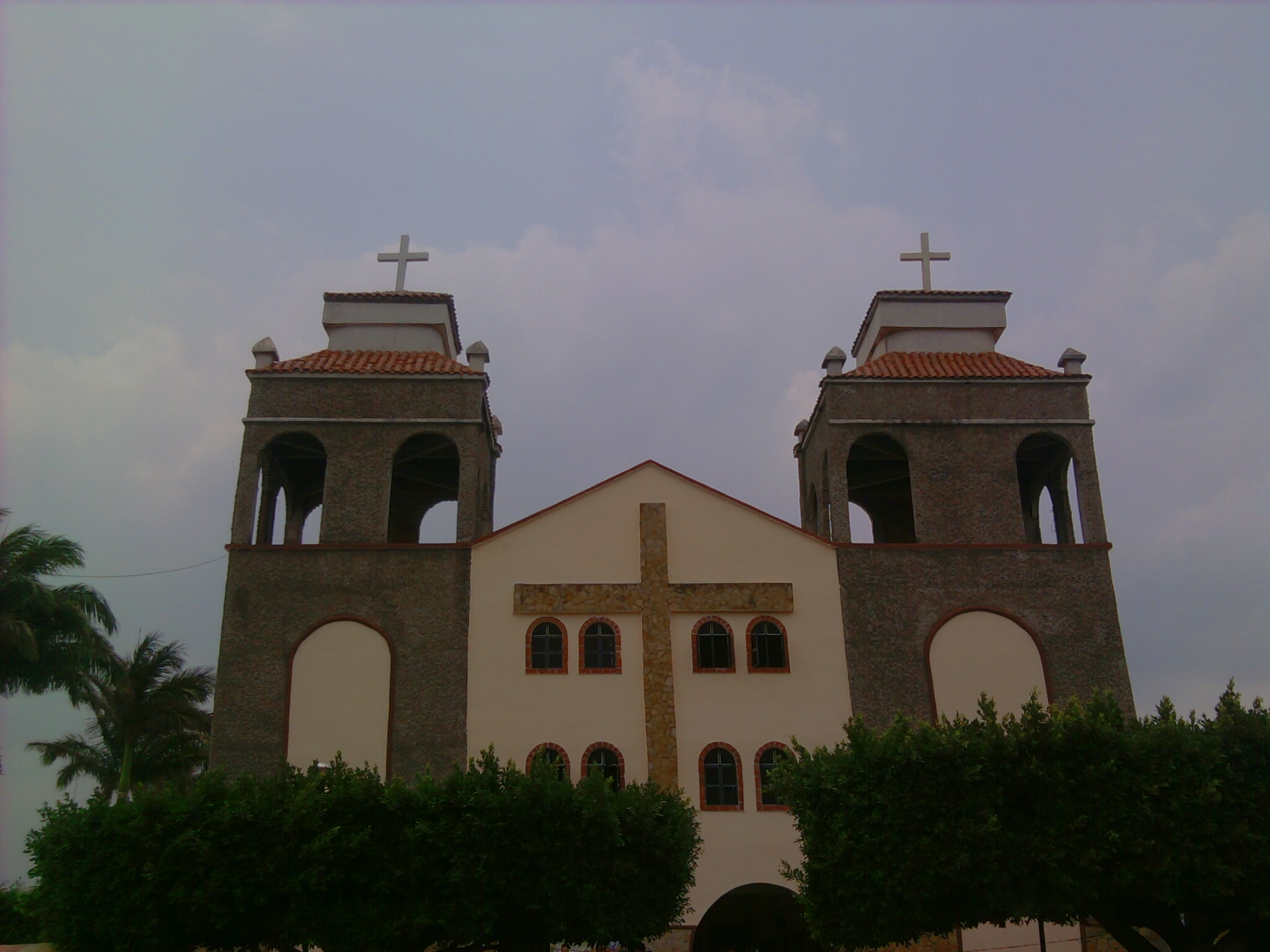
Iglesia de la Santa Cruz de Terán, es la principal iglesia de Terán

El 4 de diciembre de 1908, a la Congregación de Familias “El Puente” establecidas a 4 kilómetros al poniente de la ciudad de Tuxtla Gutiérrez, con 1174 habitantes; se le concede la categoría de “Municipio Libre” y a la vez, se le otorga el nuevo nombre de Terán en honor al General Insurgente de grandes batallas para lograr la Independencia de nuestro país en 1810: Manuel Mier y Terán.
El nuevo pueblo de Terán, inició su desarrollo social y político con una nueva faceta la de elegir a su primer presidente municipal en 1909, y que recayó dicho nombramiento en la figura del señor jefe político Tuxtleco, don José María Palacios Zenteno, quién tenía su propiedad en Terán llamada “San Isidro” (hoy Fovisste San Isidro). Don José María Palacios, ya había sido presidente municipal de Tuxtla Gutiérrez en 1906, hermano del párroco Joaquín Palacios de la catedral de San Marcos Tuxtla (se les conoció como Los Cucayos, por sus ojos azules); originarios de Tuxtla Gutiérrez y dueños de la finca antigua e importante a nivel estatal: “Zoteapa” del municipio de San Fernando de “Las ánimas” y que todavía sigue en pie.
Su padre fue, Eusebio Palacios, hijo de José María Palacios “El Grande”; quién fuera uno de los precursores de la Federación de Chiapas al Nuevo Imperio Mexicano en 1821.
En 1887 prestó parte de sus tierras para establecer la Congregación de Familias “El Puente”, (Voluntarios) en el lado oriente norte del actual pueblo de Terán.
Los habitantes de Terán comenzaron a vivir una etapa diferente a partir de esa fecha, con miradas a un futuro bueno para todos ellos; mas sin embargo, se iniciaron nuevos levantamiento de inconformidad política, que repercutieron en la vida social de los teraneños en los años de 1911 (Guerra de Castas) y en 1914 (la contrarrevolución o en el movimiento armado conocido como: Mapachista). Los voluntarios de Terán, participaron activamente en las dos revueltas políticas al lado de los tuxtlecos.
En 1973, por un decreto gubernamental del Dr. Manuel Velasco Suárez, pero que ya se venía planeando desde la época del Dr. Samuel León Brindis; al pueblo de Terán se le suprime la categoría de municipio libre según “por carencias y solvencias en su economía”. Los políticos vislumbraban en ese pueblo una gran extensión territorial y económica que en su momento sería de gran utilidad para la capital, y no se equivocaron. Hoy Terán, como una Delegación Municipal de Tuxtla Gutiérrez, es por mucho el gran portador económico de la tesorería municipal; pero que desafortunadamente no recibe en sí, en obras de infraestructura lo que aporta. Terán territorialmente abarca del antiguo Callejón Xapatá (hoy conocido como callejón Emiliano Zapata), pasando por el hotel de cinco estrellas Camino Real y los demás que están ubicados ahí, hasta el cerro Mactumactzá, para continuar a la colonia Emiliano Zapata colindando con Ocozocuautla y Berriozábal, en la conocida “Curva del Gallo”; y volver a llegar al crucero del Reloj Floral. Terán territorialmente es más grande que Tuxtla Gutiérrez; de allí su importancia actual, aparte de los grandes comercios nacionales e internacionales muy conocidos establecidos dentro de su delegación; incluso Terán tiene el mejor aeropuerto funcional y estratégico del estado, “Francisco Sarabia”, construido en 1957, aunque ya no esté en funciones comerciales.

### Cerro Hueco
Cerro Hueco, es una típica cuenca de otras que le son paralelas al sureste del Municipio de Tuxtla Gutiérrez. Algunos de sus elementos predominantes son parte del escarpe, con un salto aproximado de 100 m, aunque puede llegar hasta 5 m en algunos sitios, con pendientes hasta de 46°, en las partes altas de dicho escarpe, se reconocen zonas de recarga pluvial, que alimentan al embalse subterráneo que abastece a los cauces primarios sobre la zona baja de los caídos de las paredes solo algo más.